# Diocesi di Esbo
La diocesi di Esbo (in latino Dioecesis Esbonitana) è una sede soppressa e sede titolare della Chiesa cattolica.

## Storia
Esbo, identificabile con le rovine di Hisban o Hesbân a 20 km. da Amman nell'odierna Giordania, è un'antica sede episcopale della provincia romana d'Arabia nella diocesi civile d'Oriente. Faceva parte del patriarcato di Antiochia ed era suffraganea dell'arcidiocesi di Bosra, come attestato da una Notitia episcopatuum del VI secolo.
Le Quien attribuisce a questa diocesi tre vescovi. Gennadio prese parte al primo concilio di Nicea nel 325. Zosio fu tra i padri del concilio di Efeso nel 431, ma era assente a quello di Calcedonia del 451, dove al suo posto firmò gli atti conciliari il metropolita Costantino. Teodoro è menzionato in una lettera di papa Martino I a Giovanni di Filadelfia.
Gli scavi archeologici condotti nel villaggio di Massuh nei pressi dell'antica Esbo hanno portato alla luce i resti mosaicati di una chiesa, edificata nel V secolo e ricostruita completamente nella seconda metà del VI secolo, all'epoca del vescovo Teodosio e del prete Sabato, come indicato dal mosaico ivi scoperto.
Dal XVIII secolo Esbo è annoverata tra le sedi vescovili titolari della Chiesa cattolica; la sede è vacante dal 22 novembre 1970. Nel corso dell'Ottocento e nei primi anni del Novecento la sede è menzionata dalle fonti anche come Hesbonensis (in italiano: Esbon).

## Cronotassi

### Vescovi greci
- Gennadio † (menzionato nel 325)
- Zosio † (prima del 431 - dopo il 451)
- Teodosio † (seconda metà del VI secolo)
- Teodoro † (menzionato nel 649)[3]

### Vescovi titolari
- Pietro † (? deceduto)
- Albertino di Tridento, O.F.M. † (16 ottobre 1444 - ? deceduto)
- Giorgio Vink, O.Carm. † (23 febbraio 1481 - ?)
- Adam Imre Majthényi Kesselökö † (29 maggio 1741 - ?)
- Antonio Pezzoni, O.F.M.Cap. † (27 gennaio 1826 - 13 ottobre 1844 deceduto)
- Jean-Félix-Onésime Luquet, M.E.P. † (8 agosto 1845 - 2 settembre 1858 deceduto)
- Andreas Ignatius Schaepman † (3 luglio 1860 - 4 febbraio 1868 succeduto arcivescovo di Utrecht)
- Raffaele Capone, C.SS.R. † (22 dicembre 1873 - 29 gennaio 1883 succeduto vescovo di Muro Lucano)
- Adam Stanisław Krasiński, Sch.P. † (15 marzo 1883 - 9 maggio 1891 deceduto)
- Lorenzo Petris de Dolammare † (21 gennaio 1893 - 3 settembre 1910 deceduto)
- Roberto Calai-Marioni † (26 novembre 1910 - 19 giugno 1920 deceduto)
- Émile-Alexandre-Joseph Devred, M.E.P. † (16 dicembre 1920 - 18 gennaio 1926 deceduto)
- Melchior Sun Dezhen (Souen), C.M. † (24 giugno 1926 - 13 agosto 1951 deceduto)
- Georges-Arthur Melançon † (11 febbraio 1961 - 22 novembre 1970 dimesso)